# نادي الشباب العلماني لبورغ-أون-بريس
نادي الشباب العلماني لبورغ-أون-بريس هو فريق كرة سلة فرنسي أٌسس عام 1910. يلعب الفريق في الدوري الفرنسي لكرة السلة الدرجة الثانية.